# Чунатундра
Чунатундра (рус. Чунатундра) планина је у централном делу Мурманске области, на крајњем северозападу Русије. Налази се неколико километара југозападно од града Мончегорска, западно од језера Имандра. Највиша тачка је врх Ебручор (рус. Эбручорр) који лежи на надморској висини од 1.114 метара. Планина се налази на територији Лапландског резервата биосфере, а административно припада Мончегорском округу.
Чунатундра је у својој основи изграђена од магматских стена. Подручје је доста каменито, посебно на планинским врховима који су доста заравњени услед дејства ледничке ерозије. Доњи делови планинских страна прекривени су четинарским шумама. Виши врхови су још и Камлагчор (1.064 м), Илчор (940 м), Сејднотчор (806 м), Керкчор (886 м), Руапњун (685 м) и други. На западу се Чунатудра простире до кањона реке Чуне која га одваја од планинског масива Њавка тундре. На североистоку се наставља на планинско подручје Мончетундре. У подножју планине се налазе бројна мања језера ледничког порекла.